# إينا هارتفيغ
إينا هارتفيغ (بالألمانية: Ina Hartwig)‏ هي صحفية وكاتِبة ومؤلفة ألمانية، ولدت في 1963 في هامبورغ في ألمانيا.